# Astacidae
Gli Astacidi sono una famiglia di Crostacei istituita da Pierre André Latreille nel 1802. È una famiglia che comprende solo gamberi d'acqua dolce europei e nordamericani.
Comprende tre generi:
- Astacus
- Austropotamobius
- Pacifastacus

Pacifastacus è nativo delle acque dolci delle zone ad ovest delle Montagne Rocciose in Nordamerica (sia Stati Uniti che Canada).
Astacus e Austropotamobius si trovano invece nelle acque interne dell'Europa ed in alcune zone dell'Asia occidentale.